# Zofia Dillenius
Zofia Dillenius (ur. 28 stycznia 1928 we Lwowie, zm. 2 sierpnia 2020 we Wrocławiu) – polska uczestniczka powstania warszawskiego, dama orderów.

## Życiorys
W czasie wojny uczyła się na tajnych kompletach w Gimnazjum Władysława Giżyckiego. Została łączniczką w pułku „Baszta” o pseudonimie Jodła w czasie powstania warszawskiego. Przez wiele lat pracowała w wydawnictwie Ossolineum, oraz zajmowała się z organizowaniem zebrań i spotkań powstańców warszawskich we Wrocławiu. 
22 maja 2000 awansowana na stopień podporucznika. 
Zmarła 2 sierpnia 2020. Została pochowana 7 sierpnia 2020 r. na Cmentarzu Grabiszyńskim we Wrocławiu (Pole 47-39-4).

## Odznaczenia
- 2009: Krzyż Kawalerski Orderu Odrodzenia Polski[3]
- 26 marca 1980: Srebrny Krzyż Zasługi nr 492-80-21, nadany w Warszawie[5]
- 5 marca 1986: Krzyż Armii Krajowej nr 35910, nadany w Londynie[5]
- 15 sierpnia 1948: Medal Wojska nr 37754, nadany w Londynie[5]
- Krzyż Pamiątkowy Akcji „Burza” nr I 28 68[5]
- 10 września 1986: Warszawski Krzyż Powstańczy nr 20-86-10 K, nadany w Warszawie[5]
- 12 grudnia 1995: Odznaka „Weteran Walk o Wolność i Niepodległość Ojczyzny” nr 633169-540, nadana w Warszawie[5]
- 25 kwietnia 1984: Złota odznaka honorowa Zakładu im. Ossolińskich nr 119 82, nadana we Wrocławiu[5]
- 27 września 1992: Odznaka honorowa 27 Pułku Ułanów im. Króla Stefana Batorego nr 125[5]
- Złota Odznaka Honorowa Wrocławia[6][7]
- Medal „Zasłużony dla Wrocławia[6]